# Eremura turcmenica
Eremura turcmenica là một loài tò vò trong họ Ichneumonidae.